# Koçbeyi, Şırnak
Koçbeyi là một xã thuộc thành phố Şırnak, tỉnh Şırnak, Thổ Nhĩ Kỳ. Dân số thời điểm năm 2011 là 665 người.